# Emilian Lăzărescu
Emilian Lăzărescu, né le 22 novembre 1878 à Bucarest et mort dans cette même ville le 20 avril 1934, connu en France comme Emilian Lazaresco, est un peintre roumain.

## Galerie

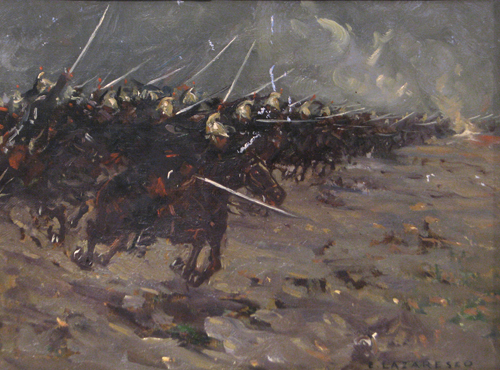
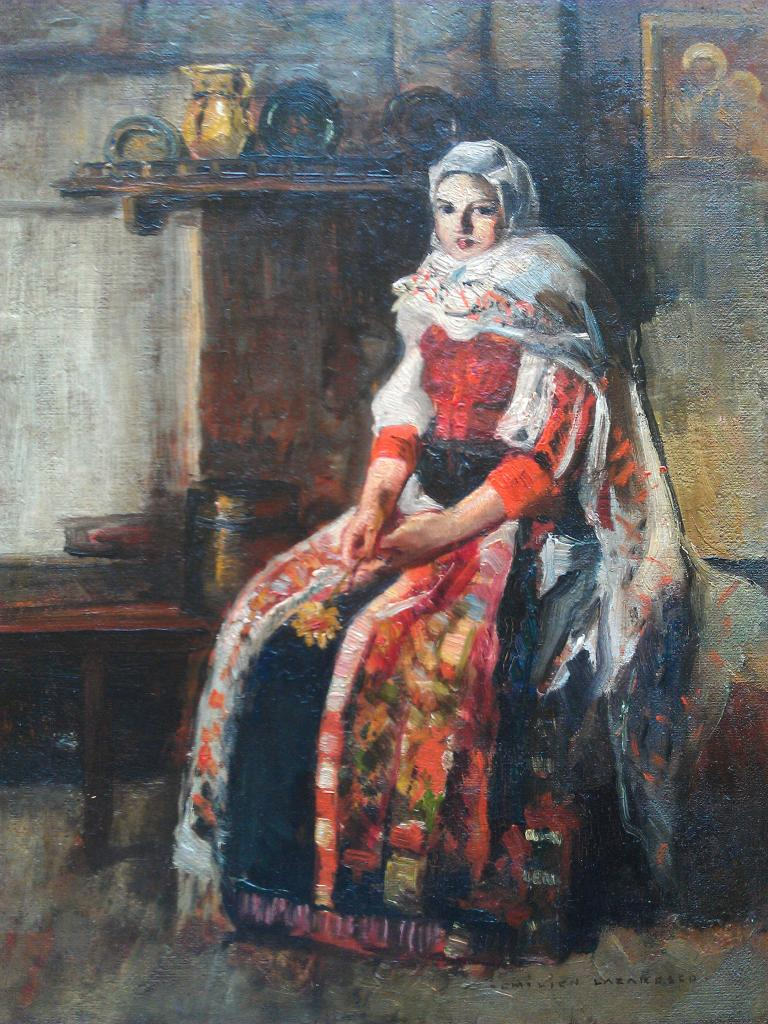
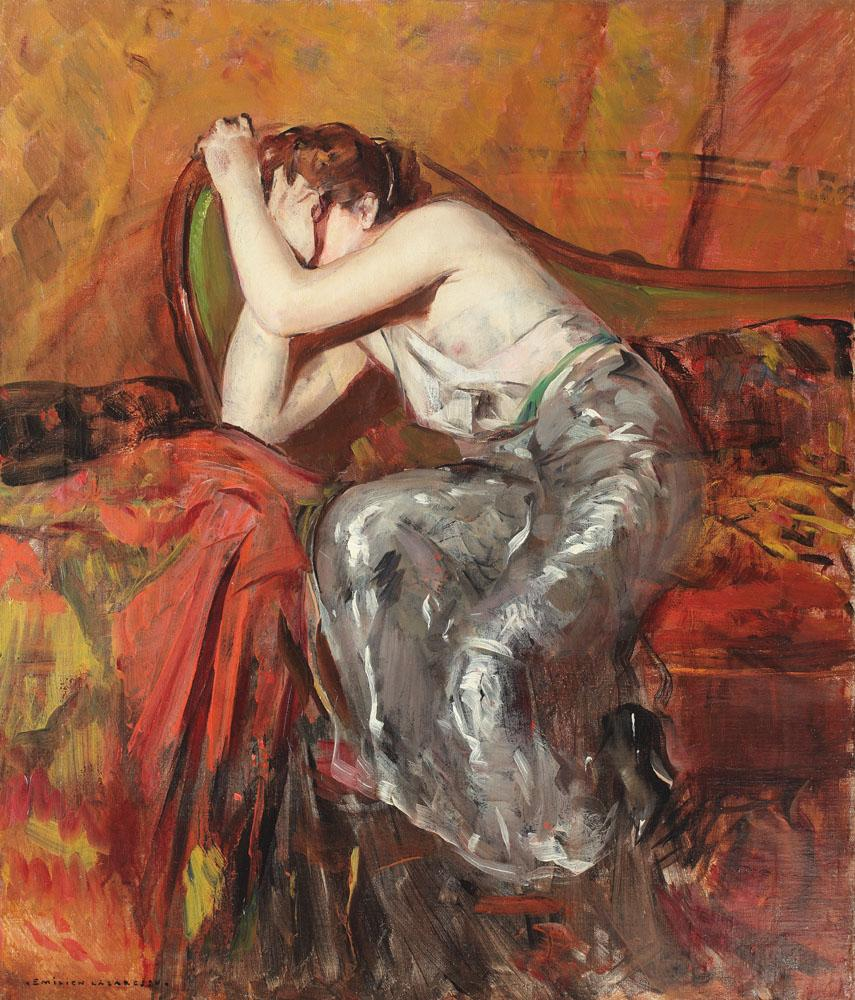
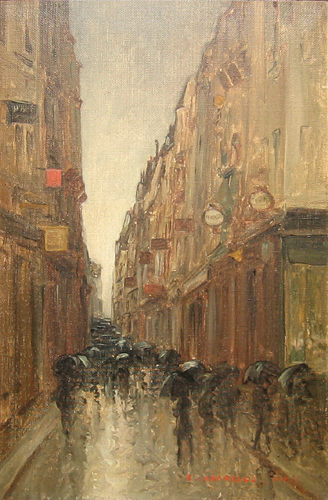
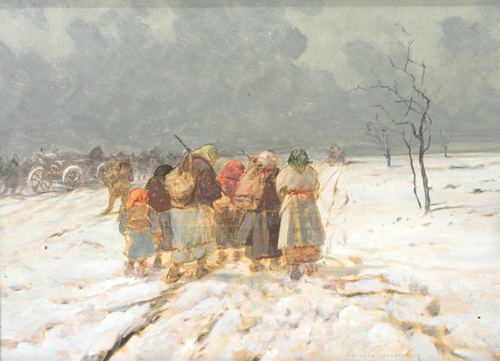
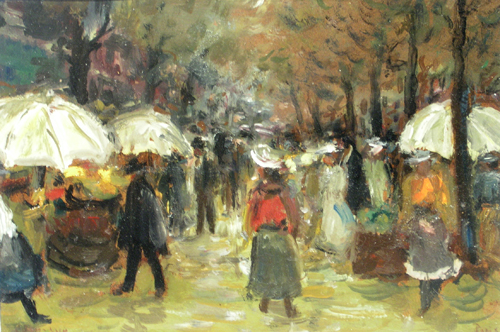
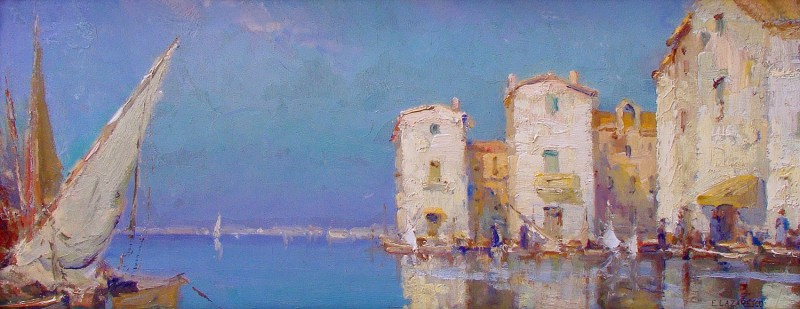
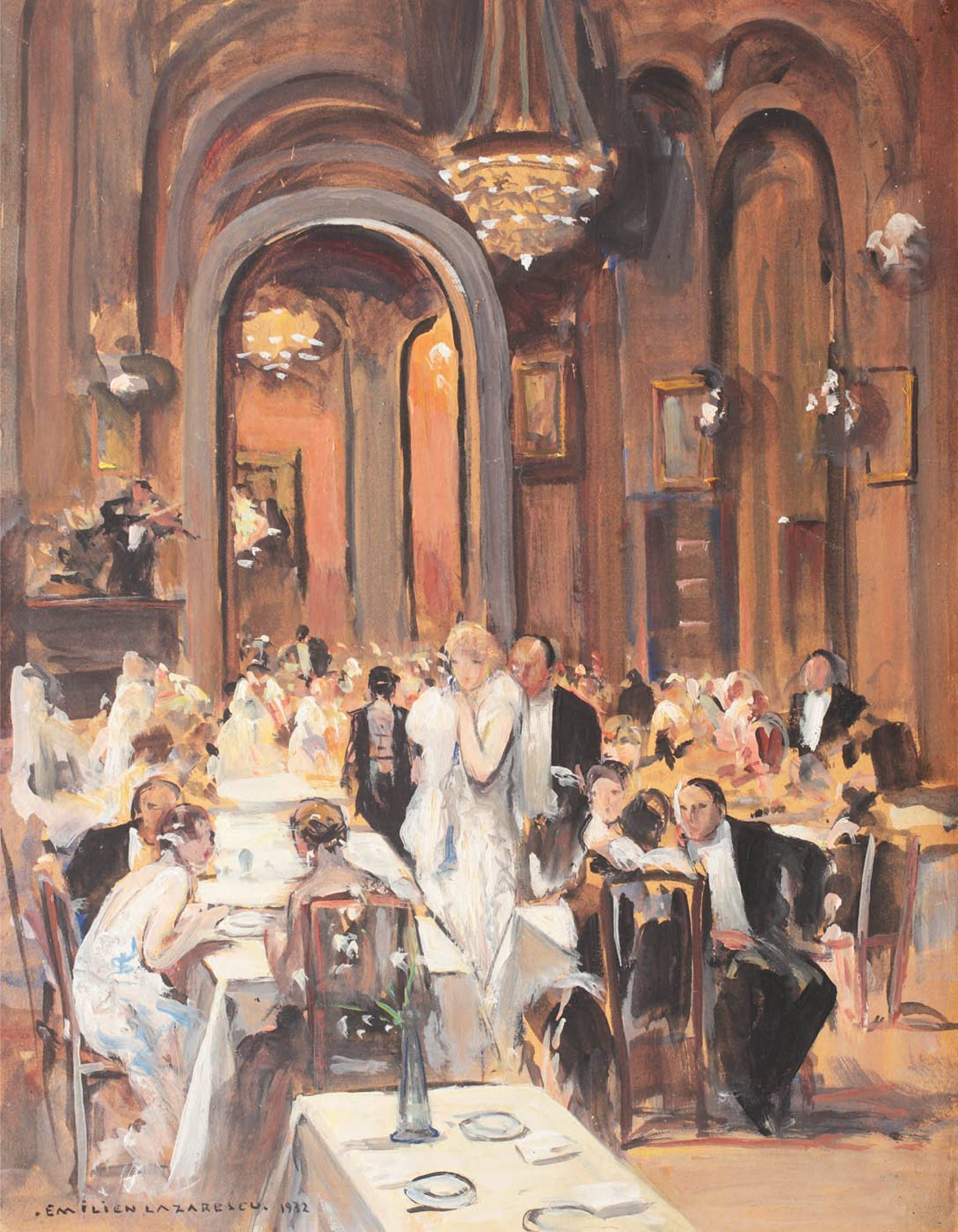
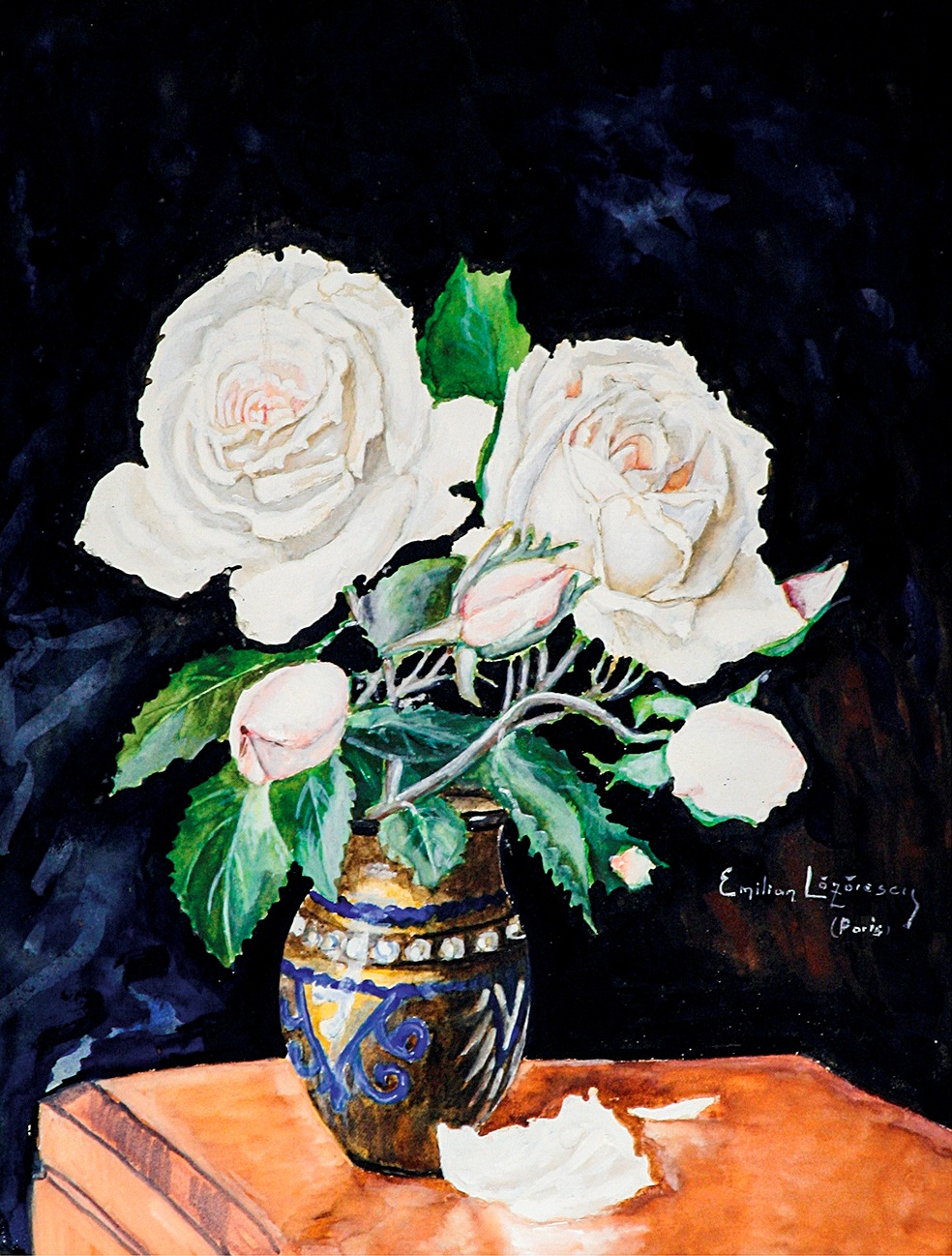
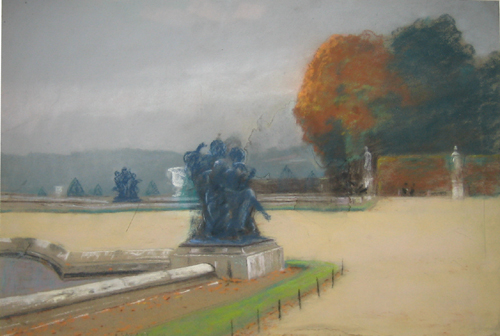
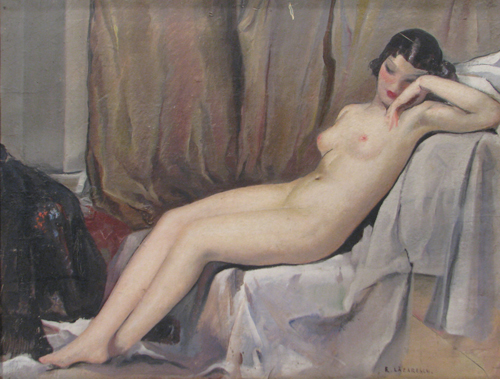
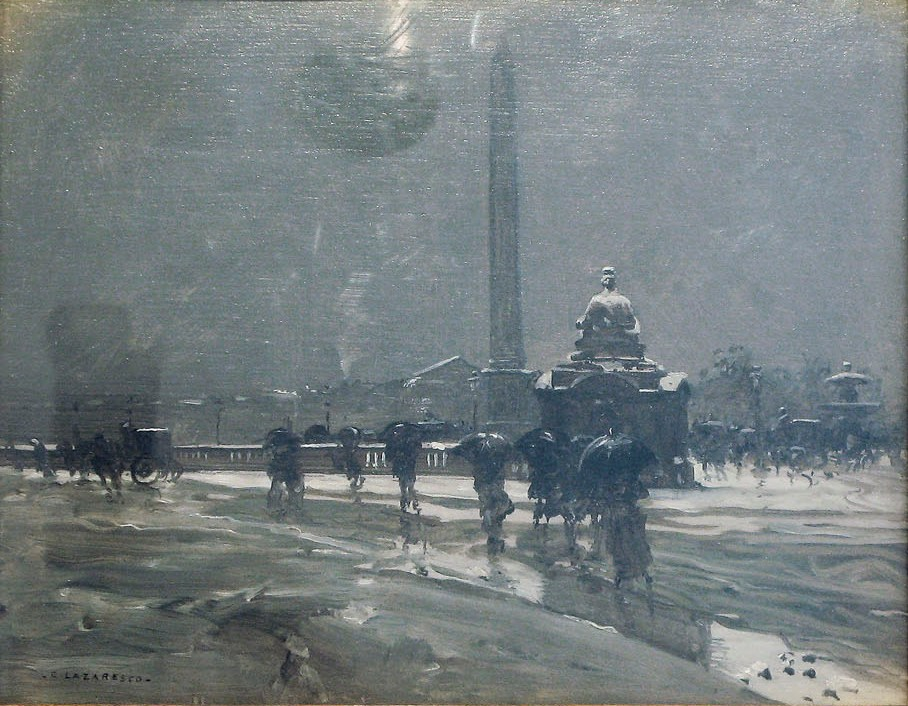